# Дион, Стефан
Стефа́н Мори́с Дио́н (фр. Stéphane Maurice Dion; 28 сентября 1955) — канадский политик, министр иностранных дел в 2015—2017 годах, лидер Либеральной партии и лидер официальной оппозиции Канады в 2006—2008 годах, председатель Тайного совета в 1996—2003 годах.

## Биография
Стефан Дион родился в семье известного франкоканадского политолога Леона Диона, профессора в университете Лаваля. Мать — Дениз Корманн, уроженка Парижа французско-немецкого происхождения. После получения степени мастера политических наук в университете Лаваля (1979) Стефан отправился в Париж, где стал доктором социологии в Парижском институте политических исследований.
В 1984 году Дион стал работать в департаменте политических наук Монреальского университета. Его специализацией была канадская политика и общественная администрация. В 1991 году он провёл год в Брукингском институте в Вашингтоне, где укрепился в позициях федерализма. Во время квебекского референдума 1995 года Дион часто выступал по телевизору с комментариями, отстаивая свою позицию. Его выступления привлекли внимание премьер-министра страны Жана Кретьена, который пригласил Диона в кабинет.
С 1996 по 2003 год Дион был председателем Тайного совета, а также министром межправительственных взаимоотношений, занимаясь объединением нации. Он был ключевой фигурой, повлиявшей на отношение федерального правительства к возможному отделению Квебека. По настоянию Диона был подан запрос в Верховный суд Канады о возможности отделения провинции. Суд постановил, что объявление суверенитета провинцией нарушает как канадские, так и международные законы. Благодаря Диону в 2000 году вышел закон, дающий право провинции на отсоединение по результатам референдума с прямым вопросом и прямым большинством голосов. Данный закон имел ряд противников. Среди противников был Пол Мартин, премьер-министр Канады с 2003 года, который исключил Стефана Диона из кабинета. После выборов 2004 года Дион вернулся в правительство как министр окружающей среды. При его участии был подписан киотский протокол.
В 2006 году Дион заявил что готов стать главой партии, что ему удалось сделать только после четырёх туров. Однако следующие выборы были очень сложными и либеральная партия потеряла 26 кресел, после чего Дион объявил об уходе с поста главы партии после выбора преемника, которым в декабре стал Майкл Игнатьев.
После победы Либеральной партии на выборах в октябре 2015 года стал министром иностранных дел в правительстве Джастина Трюдо. Также он был назначен председателем комитета кабинета министров по окружающей среде и изменению климата. 
1 мая 2017 года Стефан Дион стал чрезвычайным и полномочным послом Канады в Федеративной Республике Германия. Кроме канадского имеет также и французское гражданство.

## Личная жизнь
В 1986 году женился на своей однокурснице по университету Лаваля и Парижскому институту политических исследований учёном-политологе Жанин Крибер. Их единственный ребёнок — Жанна, родом из Перу, удочерена ими в 1986 году в годовалом возрасте.

## Награды
- Медаль Признательности[арм.] (23 октября 2023 года, Армения) — за значительный вклад в укрепление и развитие армяно-канадских дружественных отношений и защиту гуманитарных ценностей[7].